# Ораховац
Ораховац (алб. Rahovec или Rahoveci; серб. Ораховац) — город на Балканском полуострове, в Западном Косове. Согласно административно-территориальному делению Сербии входит в Призренский округ автономного края Сербии Косово и Метохия, Согласно административно-территориальному делению частично признанной Республики Косово, фактически контролирующей город, является административным центром одноимённой общины Республики Косово.

## Административная принадлежность
| Сербская позиция                                             | Албанская позиция                            |
| ------------------------------------------------------------ | -------------------------------------------- |
| входит в Призренский округ автономного края Косово и Метохия | входит в Джаковицкий округ Республики Косово |

## Название
Название произошло от произрастающих в округе орехов.